# Slowenische Badmintonmeisterschaft 2021
Die Slowenische Badmintonmeisterschaft 2021 fand vom 6. bis zum 7. Februar 2021 im Športna dvorana in Medvode statt.

## Medaillengewinner
| Disziplin    | Gold                        | Silber                       | Bronze                      |
| ------------ | --------------------------- | ---------------------------- | --------------------------- |
| Herreneinzel | Miha Ivanič                 | Jaka Ivančič                 | Miha Ivančič                |
| Herreneinzel | Miha Ivanič                 | Jaka Ivančič                 | Gašper Krivec               |
| Dameneinzel  | Petra Polanc                | Nika Arih                    | Nike Brajkovič              |
| Dameneinzel  | Petra Polanc                | Nika Arih                    | Kaja Stanković              |
| Herrendoppel | Miha Ivanič Gašper Krivec   | Jaka Ivančič Miha Ivančič    | Gal Bizjak Martin Cerkovnik |
| Herrendoppel | Miha Ivanič Gašper Krivec   | Jaka Ivančič Miha Ivančič    | Anej Cizelj Aljoša Turk     |
| Damendoppel  | Petra Polanc Kaja Stanković | Taja Pipan Maruša Vračar     | Nika Arih Ema Cizelj        |
| Damendoppel  | Petra Polanc Kaja Stanković | Taja Pipan Maruša Vračar     | Jerca Bajuk Sabina Magyar   |
| Mixed        | Miha Ivančič Petra Polanc   | Domen Lonzarič Maruša Vračar | Gregor Alič Špela Alič      |
| Mixed        | Miha Ivančič Petra Polanc   | Domen Lonzarič Maruša Vračar | Jaka Ivančič Taja Pipan     |